# Aurèu
|  | Per a altres significats, vegeu «Aurèu (Droma)». |

Aurèu (occità) o Aurel (francès) és un municipi francès al departament de la Vauclusa de la regió de Provença – Alps – Costa Blava.

## Demografia
| 1962                                       | 1968 | 1975 | 1982 | 1990 | 1999 | 2006 |
| ------------------------------------------ | ---- | ---- | ---- | ---- | ---- | ---- |
| 127                                        | 132  | 113  | 126  | 128  | 156  | 220  |
| Des de 1962: població sense dobles comptes |      |      |      |      |      |      |

## Administració
| Període | Identitat     | Partit |
| ------- | ------------- | ------ |
| 2001-   | Francis Jouve |        |